# Tancredi Cimmino
Tancredi Cimmino (Somma Vesuviana, 7 maggio 1945) è un dirigente d'azienda e politico italiano, ex sindaco di Somma Vesuviana, più volte parlamentare e Segretario Amministrativo di vari partiti politici.

## Biografia

### Titoli di studio
Dopo la maturità classica, si laurea in filosofia, con specializzazione in filosofia morale, all'Università degli Studi di Napoli Federico II.

### Carriera lavorativa
Dal 1984 ricopre la carica di dirigente Aeritalia poi Alenia, dal 1997 al 1999 presidente del giornale politico La Discussione e dal 2000 al 2006 Amministratore unico del giornale politico il Campanile nuovo.

### Carriera politica
Nel 1971 viene eletto per la prima volta consigliere comunale a Somma Vesuviana nelle file della Democrazia Cristiana, incarico che manterrà ininterrottamente fino al 1993. Nel 1983 viene eletto sindaco della sua città natale per due mandati, fino al 1986. 
Nel 1987 viene eletto deputato nel collegio Napoli-Caserta con oltre settantamila preferenze. Nel 1992 viene rieletto alla Camera dei deputati e diviene segretario del gruppo. In quegli anni fa parte della Commissione Lavoro.
Nel 1996 viene eletto senatore nel collegio Castellammare-Sorrento, divenendo vice-capogruppo tesoriere al Senato dei Cristiani Democratici Uniti di Rocco Buttiglione. Fa parte delle commissioni Bilancio, Finanze e Tesoro, Lavori Pubblici e Comunicazione, Industria Commercio e Turismo e vigilanza Rai, inoltre è segretario della Giunta per gli affari delle Comunità Europee. Nel 1997 viene nominato segretario amministrativo del CDU. Su invito di Francesco Cossiga nel 1998 aderisce all'Unione Democratica per la Repubblica, esperienza che dura fino a inizio 1999, quando partecipa alla nascita dell'UDEUR di Clemente Mastella divenendone segretario amministrativo e vice-capogruppo tesoriere al Senato della Repubblica. Conclude il proprio mandato parlamentare nel 2001.
Nel 2007 aderisce all'Italia Dei Valori, ricoprendo la carica di segretario provinciale di Roma, partito dal quale uscirà nel 2008 a seguito di una discussione sulle candidature con il presidente Antonio Di Pietro.